# مارهای آبی
مارهای آبی (نام علمی: Natrix) نام یک سرده از تیره قمچه‌ماران است. بسیاری از مارها در خشکی زندگی می کنند با اینحال گونه‌ هایی از آن‌ها آب‌زی می باشند. مار آبی به دسته‌ای از آنها گفته می‌شود که در رودخانه ها، تالاب‌ها و آبگیرها زندگی می‌کنند. دسته دیگر در دریا زندگی می‌کنند که مارهای دریایی را شامل می‌شوند. 
این مار جز خزندگان آبی است 